# 1924 في كوستاريكا
فيما يلي قوائم الأحداث التي وقعت خلال عام 1924 في كوستاريكا.

## سياسة

### انتهاء فترة المنصب
- 8 مايو – خوليو أكوستا غارسيا رئيس كوستاريكا.

## مواليد

### يونيو
- 24 يونيو – إستلا كيسادا

## وفيات

### أكتوبر
- 11 أكتوبر – فرانسيسكو أغيلار باركيرو (مواليد 1857)